# Orikasza Fumiko
Orikasza Fumiko (japánul: 折笠富美子; Taitó, 1974. december 27. –) japán szeijú és énekes, aki az Atomic Monkeynél dolgozik. Ő Kucsiki Rukia japán szinkronhangja.

## Fordítás
- Ez a szócikk részben vagy egészben  a   Fumiko Orikasa című angol Wikipédia-szócikk ezen változatának fordításán alapul.  Az eredeti cikk szerkesztőit annak laptörténete sorolja fel. Ez a jelzés csupán a megfogalmazás eredetét és a szerzői jogokat jelzi, nem szolgál a cikkben szereplő információk forrásmegjelöléseként.